# Hollmort
Der Hollmort (ⓘ) ist eine Bauerschaft im Versmolder Stadtteil Peckeloh im Kreis Gütersloh.

## Geographie

### Geographische Lage
Der Hollmort befindet sich zwischen Füchtorf und Versmold, nahe dem Versmolder Ortsteils Peckeloh. Hier befinden sich die zwei Peckeloher Landschaften Bleek und Birkenvenn, die nur leicht von einzelnen Höfen besiedelt sind. Im Süden grenzt der Hollmort an den Golfclub Schultenhof, Im Westen an die Kreisgrenze Warendorf-Gütersloh, im Norden an das große Venn und im Osten an den Buschort.

### Siedlungsstruktur
Der Hollmort ist dünn besiedelt und weist keinen festen Ortskern vor. Stattdessen findet man in der Bauerschaft nur eigenständige Höfe.

## Geschichte

### Namensherkunft
Einer der bedeutendsten Peckeloher Bauernhöfe ist der Hof Potthof an der Landesgrenze zum Münsterland. Dieser war ehemalig als Hof Hollmann bekannt, der Grundbesitz des Hofes wurde Hollmanns Kotten genannt. Aus diesem Begriff leitete sich im 20. Jahrhundert der Begriff Hollmort ab. Er bedeutet „Ort des Hofes Hollmann“.